# Redistributie-economie
Een redistributie-economie of paleiseconomie is een economisch systeem waarbij goederen en welvaart via een centraal gezag geredistribueerd worden. Niet alleen politiek, maar ook economisch vervult het gezag hier dus een spilfunctie, terwijl de markt geen of een beperkte rol speelt.

## Model
Het inkomen van het paleis werd verkregen uit rooftochten, tollen, accijnzen, tributen van vazalvorsten en de koninklijke domeinen, land voor gunstelingen zoals hoge ambtenaren en soldaten, tempelland en particulier land. Met dit inkomen kon het paleis tempels, administratie, leger, harem, bouw van openbare werken, zaaigoed en handel onderhouden.